# Marek Matějovský
Marek Matějovský, né le 20 décembre 1981 à Brandýs nad Labem, est un footballeur tchèque évoluant au poste de milieu de terrain au FK Mladá Boleslav. Il peut évoluer également au poste d'ailier.

## Carrière

### Débuts en Tchéquie
Marek Matějovský commence à jouer au football à l'âge de cinq ans dans le club junior de Slavoj Stará Boleslav, puis avec Alfa Brandýs nad Labem. En 1999 il passe dans l'équipe première du FK Mladá Boleslav, alors en division 2. Puis il est vendu en 2001 à Jablonec en première division pendant deux saisons, avant de retourner à Mladá Boleslav en 2003 en seconde division. Avec ceux-ci, il est promu en 2004, et est nommé capitaine en 2005.

### Au Reading FC
Ses prestations attirent plusieurs clubs européens, dont le Liverpool FC, le Hambourg SV, le Steaua Bucarest et le AC Sparta Prague. Cependant, il est recruté en janvier 2008 par le club de Reading, jouant en Premier League anglaise. Il fait ses débuts en janvier 2008, et marque son premier but en mars 2008, lors d'un match contre Liverpool.

### Carrière internationale
Il est sélectionné par Karel Brückner, le sélectionneur national, pour la première fois le 7 février 2007, en tant que remplaçant de Tomáš Galásek. Il marque son premier but pour l'équipe nationale contre l'Allemagne. Il fait partie de l'équipe nationale au Championnat d'Europe 2008.

## Palmarès
- Championnat de Tchéquie : 2014
- Coupe de Tchéquie : 2014